# Anna van Cronenburg
Anna van Cronenburg, född Pietersbierum, nära Harlingen 1552, död 1590, var en nederländsk konstnär (målare). 
Hon var dotter till läkaren Jacob van Cronenburg (d. 1572) och Bauk van Adelen (d. 1603), och gifte sig första gången med Jan Craen och andra gången med Jelle Sybes van Wythama, som blev borgmästare i Leeuwarden 1579.
Hon har utpekats som konstnären bakom ett antal porträttmålningar. Ett var ett damporträtt signerat 'Ghedaen Ao. 1590 av Anna Croneburgh'. ytterligare fyra damporträtt har utpekats som hennes, signerade A (AAAA), men dessa förmodas nu istället vara gjorda av hennes fars kusin Adriaan van Cronenburg (före 1545–c. 1604). 